# Polymesoda
Polymesoda is een geslacht van mollusken, dat fossiel bekend is vanaf het Eoceen. 

## Beschrijving
Deze tweekleppige heeft een ovale schelp, die is overdekt met concentrische groeilijnen en -rimpels. Onder de wervel bevinden zich drie kardinale tanden (de centrale tanden waarmee de kleppen scharnieren) en sterke, langgerekte laterale (aan de zijkant gelegen) tanden. De lengte van de schelp bedraagt ongeveer 4 cm.

## Leefwijze
Dit geslacht bewoont tropische en subtropische wateren in waddengebieden en brakke lagunes.

## Soorten
De volgende soorten zijn bij het geslacht ingedeeld:
- Polymesoda acuta (Prime, 1861)
- Polymesoda anomala (Deshayes, 1855)
- Polymesoda arctata (Deshayes, 1854)
- Polymesoda bengalensis (Lamarck, 1818)
- Polymesoda boliviana (Philippi, 1851)
- Polymesoda caroliniana (Bosc, 1801)
- Polymesoda exquisita (Prime, 1867)
- Polymesoda floridana (Conrad, 1846)
- Polymesoda fontainei (d'Orbigny, 1842)
- Polymesoda inflata (Philippi, 1851)
- Polymesoda meridionalis (Prime, 1865)
- Polymesoda mexicana (Broderip & G. B. Sowerby I, 1829)
- Polymesoda notabilis (Deshayes, 1855)
- Polymesoda obscura (Prime, 1860)
- Polymesoda ordinaria (Prime, 1865)
- Polymesoda powelli Valentich-Scott, 2012
- Polymesoda proxima (Prime, 1867)
- Polymesoda radiata (Hanley, 1845)
- Polymesoda sumatrensis (G. B. Sowerby I, 1822)
- Polymesoda tribunalis (Prime, 1870)

### Synoniemen
- Polymesoda erosa (Lightfoot, 1786) => Geloina erosa (Lightfoot, 1786)
- Polymesoda expansa (Mousson, 1849) => Geloina expansa (Mousson, 1849)
- Polymesoda joseana Morrison, 1946 => Polymesoda inflata (Philippi, 1851)
- Polymesoda maritima (d'Orbigny, 1853) => Polymesoda floridana (Conrad, 1846)
- Polymesoda nicaraguana (Prime, 1869) => Polymesoda arctata (Deshayes, 1854)
- Polymesoda solida (Philippi, 1847) => Polymesoda arctata (Deshayes, 1854)
- Polymesoda zeteki Pilsbry, 1931 => Polymesoda notabilis (Deshayes, 1855)